# Aluvarus praeimperialis
Aluvarus praeimperialis es una especie monotípica del género extinto de peces Aluvarus.

## Descripción
Contaba con aletas radiadas y era conocido a partir de dos especímenes fósiles de larvas sin cabeza hallados en la formación Pabdeh, un estrato del Eoceno tardío, en lo que hoy es Irán. Originalmente, se creía que A. praeimperialis era un luvar, descrito como Luvarus praeimperialis, debido a que se pensaba que era un predecesor del luvar moderno. Un reexamen posterior de los especímenes reveló que eran demasiado incompletos para demostrar tal conclusión y que no compartían rasgos exclusivos claros con el luvar, por lo que se les cambió el nombre a Aluvarus que significa «no luvar» o «diferente de luvar». Sin embargo, algunos expertos aún lo consideran un luvar.

## Hábitat
La formación Pabdeh se fechó originalmente en el Oligoceno temprano, pero los análisis indican que data de mediados del Eoceno tardío, probablemente del Priaboniano. Habitaba en el océano abierto, en un importante componente de aguas profundas en la fauna.